# Bystrá (Stropkov)
Bystrá es un municipio del distrito de Stropkov en la región de Prešov, Eslovaquia, con una población estimada a final del año 2024 de 16 habitantes.
Se encuentra ubicado al noreste de la región, cerca del río Ondava (cuenca hidrográfica del río Tisza) y de la frontera con  Polonia.

## Demografía
| Año        | 1994 | 2004     | 2014    | 2024     |
| ---------- | ---- | -------- | ------- | -------- |
| Población  | 49   | 33       | 30      | 16       |
| Diferencia |      | −32,65 % | −9,09 % | −46,66 % |

| Año        | 2023 | 2024     |
| ---------- | ---- | -------- |
| Población  | 14   | 16       |
| Diferencia |      | +14,28 % |